# Бакмастер, Пол
Пол Джон Бакма́стер (англ. Paul John Buckmaster, 13 июня 1946, Лондон — 7 ноября 2017) — английский музыкант, аранжировщик и композитор, лауреат премии «Грэмми». 
Начал учиться игре на виолончели в возрасте четырёх лет. В одиннадцать лет поступил в Королевский колледж музыки и в шестнадцать лет его закончил.
Наиболее известен благодаря своему сотрудничеству с Элтоном Джоном. Бакмастер считался профессиональным виолончелистом, но помимо этого он выступал в качестве аранжировщика различных хитов, включая «Space Oddity» Дэвида Боуи, также играл на альбоме Майлса Дэвиса On the Corner, для которого написал аранжировки.
Бакмастер сочинил музыку для фантастического фильма Терри Гиллиама «12 обезьян», выпущенного в 1995 году, в главных ролях в котором снялись Брюс Уиллис, Мэделин Стоу и Брэд Питт.
В 2002 году Бакмастер получил премию Грэмми в номинации «Лучшая инструментальная аранжировка, аккомпанирующая вокалисту» за песню «Drops of Jupiter (Tell Me)».

## Выборочная дискография
- Blood, Sweat & Tears
  - No Sweat

- Bee Gees
  - Odessa (Виолончель на песне «Odessa (City on the Black Sea)»)

- Бен Фолдс и Ник Хорнби
  - Lonely Avenue

- Дэвид Боуи
  - Space Oddity

- Анджело Брандуарди
  - Angelo Branduardi '74 (аранжировки; композитор «Eppure chiedilo agli uccelli»)
  - Branduardi '81 (Струнные аранжировки на «La collina del sonno»)

- Chitinous Ensemble
  - Chitinous (Композитор и аранжировщик)

- Леонард Коэн
  - Songs of Love and Hate

- Ллойд Коул
  - Don’t Get Weird on Me Babe

- Элтон Джон
  - Elton John
  - Tumbleweed Connection
  - Friends (саундтрек к фильму)
  - Madman Across the Water
  - Don’t Shoot Me I’m Only the Piano Player
  - Blue Moves
  - Made in England
  - Songs from the West Coast

- Алекс Джонсон
  - Weight
  - Voodoo

- Мика
  - Life in Cartoon Motion

- Гарри Нилссон
  - Nilsson Schmilsson
  - Son of Schmilsson

- Аманда Палмер
  - Who Killed Amanda Palmer

- Шон Филлипс
  - Contribution
  - Collaboration
  - Second Contribution
  - Faces

- Quatermass
  - Quatermass

- The Rolling Stones
  - Sticky Fingers («Sway» и «Moonlight Mile»)

- Карли Саймон
  - No Secrets (3 трека)
  - Hotcakes

- Guns N’ Roses
  - Chinese Democracy

- 10,000 Maniacs
  - Our Time in Eden

- Third Ear Band
  - Music from Macbeth

- Train
  - Drops of Jupiter

- Тейлор Свифт
  - Speak Now

- Родни Франклин
  - You'll Never Know

- Tears for Fears
  - Secret World